# Calligonum amoenum
Calligonum amoenum är en slideväxtart som beskrevs av Rech. f. & Schiman-czeika. Calligonum amoenum ingår i släktet Calligonum och familjen slideväxter. Inga underarter finns listade i Catalogue of Life.